# سامو کاستیخو
ساموئل «سامو» کاستیخو آزواگا (اسپانیایی: Samuel "Samu" Castillejo Azuaga‎؛ زادهٔ ۱۸ ژانویهٔ ۱۹۹۵) بازیکن فوتبال اهل اسپانیا است که به صورت قرضی برای باشگاه ساسولو بازی می‌کند.
از تیم هایی که در ان بازی کرده می‌توان به مالاگا، ویارئال و آ.ث. میلان اشاره کرد.